# 연구전산망
연구전산망(KREONET: Korea Research Environment Open Network)은 한국의 대학 및 연구소, 그리고 공공기관을 대상으로 국내의 모든 연구인력에게 첨단 인터넷 기반에서 슈퍼컴퓨팅과 네트워킹 자원, 데이터베이스 및 네트워크 응용서비스를 제공 함으로써 한국의 과학기술의 선진화를 달성하기 위한 한국정부 주도의 프로젝트의 일환으로 구축된 컴퓨터 네트워크이다.

## 현황
연구전산망구축사업은 국가5대 기간전산망사업의 하나인 교육연구망 구축사업의 일환으로 과학기술처(MOST)가 주관기관, 그리고 현 국가슈퍼컴퓨팅연구소(NISN)의 뿌리인 KIST부설 시스템공학연구소(SERI)가 전담사업기관이 되어 1988년부터 공식적으로 추진되었다. 국가기간전산망 구축사업 내에서 전산망조정위원회와 과학기술처에서는 시스템공학연구소를 중심으로 연구전산망구축사업, 슈퍼컴퓨터운영사업, 과학기술정보유통사업을 중심으로 엮어, 국가기간전산망 사업 내에서 과학기술 생산성을 높이기 위한 국가적 과학기술 인프라를 구축하였다. 1990년 전후 국내 최초의 슈퍼컴퓨터 1, 2호기 도입 등 국가 슈퍼컴퓨팅 인프라와 연계하여 국내 인터넷 기술 및 서비스 정착을 선도하고, 민간 인터넷 개방과 보급 확산을 지원하는 역할을 하면서 1단계(시범 연구망 구축, 1988-1991), 2단계 사업(연구망 확장 및 서비스 강화, 1992-1996)을 성공적으로 마치고, 이를 바탕으로 전담부처인 과학기술처 중심으로 계속 발전시켜나가, 현재까지도 세계 최고수준의 국내외 백본인프라(10G-100G) 및 국제 게이트웨이 (KRLight)의 운영과 더불어 최첨단 망엔지니어링기술, 그리고 학기술협업 및 응용서비스를 제공하는 정부 지원의 국가 과학기술연구 망으로 계속 진화하고 있다.

## 추진 동기와  배경
1980년대 들어 정부는 정권의 당위성 및 개혁을 근거로 금융실명제 조치, 연구기관 통폐합 작업 등 여러 부분에 의욕을 보임과 동시에, 국가 전체의 정보산업육성을 위한 커다란 중심체가 되고자, 수회에 걸친 관련 부처 및 기관, 그리고 전문가들과의 협의과정을 거쳐 작고 효율적인 정부의 실현, 정보화 사회의 기반조성 등을 슬로건으로 하여 국가 5대 기간전산망 구축 프로젝트를 청와대 비서실을 중심으로 만들어가고 있었다. 또한 이러한 맥락에서 국내 정보서비스의 조기 확산 및 발전을 위해 1982년 3월 한국 데이터 통신 주식회사가 탄생하기도 하였다.
행정전산망, 금융전산망, 교육연구망, 국방망, 보안망의 5대 기간전산망 구축사업은 단순한 망 구축이 아니라 각 망에서 소요되는 국산 주전산기 및 서비스를 개발하여 백본망에 접목시키는 종합적 프로젝트이다. 이들 중 교육연구망구축사업은 당시 정보산업 및 소프트웨어분야 육성에 대한 책임을 맡고 있던 과학기술처가 주관기관으로 지정되었다.  또한 그동안  국가과학기술용 대형 컴퓨터와 전산망을 구축운영하고 있고, 70년대부터 축적 해온 데이터통신과 컴퓨터네트워크 분야의 선도기술 및 경험을 충분히 활용한다는 측면에서 KIST 부설 시스템공학연구소가 전담사업기관으로 지정되었다. 국가교육연구망구축사업이 탄생되고 체계적으로 정착되는 과정을 설명하자면 매우 복잡하여 주요 연혁만을 간추려 보면 다음과 같다.
- ’83. 10 : 국가 기간전산망 구성계획(안) 수립 (정보산업 육성위원회)
- ’87. 1 : 전산망 보급 확장과 이용 촉진에 관한 법률 제정 시행 (법적 근거 마련)
- ’87. 5 : 전산망 조정위원회, 실무위원회, 분야별 추진위원회 발족 및 제1회전산망조정위원회개최(교육연구망부문:주관기관(과기처),전담사업기관 (시스템공학연구소) 지정)
- ’87. 7 : 제1회 국가 전산화 확대회의 개최 (교육연구전산망 추진방향 및 계획보고)
- ’87. 12 : 교육연구망 기본 계획 시안 수립 (시스템공학연구소)
- ’88. 6 : 교육연구망 세부추진계획 수립(연구망 중심) (시스템공학연구소)
- ’88. 7 : 제4회 전산망조정위원회 개최 - 교육연구전산망 기본 계획(안) 보고 - 주관기관(교육망 분야 : 문교부, 연구망 분야 : 과기처)
- ’88. 12 : 제5회 전산망 조정위원회 개최 - 교육 연구전산망 기본계획 확정
- ’92. 3 : 2단계 국가 기간전산망 기본계획 확정 (전산망조정위원회, 1992-1996)

교육연구망추진위원회 위원장은 과기처장관, 부위원장은 문교부차관, 과기처차관, 그리고 위원들은 정부출연(연) 소장과 국립대학 전자계산소장 중심으로 구성되었다.
그 후 전체적인 추진체계를 좀 더 현실화 하자는 측면에서, 각 위원들의 등급을 한 단계 내려 전산망 조정위원회는 위원장을 체신부장관, 그리고 위원은 각 부처 차관으로 구성하였다. 교육연구망 추진위원회도 위원장에 과기처차관, 그리고 부위원장에 문교부 과학교육국장, 과기처 기술개발국장으로 하고 교육망 분과위원회와 연구망 분과위원회로 구분하였고, 사업의 전담지원기관은 시스템공학연구소와 서울대학교로 각각 지정하여 추진하였다.
초기 교육연구망 사업은 대학 및 초․중․고등학교를 모두 지원해야하는교육부분은 컴퓨팅 리소스 확보에 우선순위가 주어져야 하고, 또 대학의 연구기능과 연구기관을 지원해야 하는 연구부분은 국가 전체를 위한 초고속 슈퍼컴퓨터 및 전산망 서비스가 우선되어야 하는 성격을 가진다고 커다랗게 의견수렴이 되었다. 이러한 배경 하에 교육연구망 추진위원회를 거쳐 초기에는 교육부문과 연구부문을 기능적으로 분리하여 각각의 우선 사업에 충실하고, 추후 통합하여 정부에서 원하는 형태의 교육연구전산망 사업을 완성하는 것으로 방향을 정했다.
당시의 논리는 교육기관은 댐에 물을 채우는 것을 우선적으로 한 다음 댐 간에 연동하는 형태로 발전할 것이고, 연구기관은 댐의 물을 어느 정도 이미 채워져 있다고 보고 이들 댐을 상호 연동 활용하고 초대형 댐의 구축준비가 필요하다는 것이었다. 이러한 여러 측면이 고려되어 1988년부터 연구망과 교육망 사업이 상호 분리 수행되어 현재에 이르게 되었다. 그때의 조기 사업방향 설정이 교육부분과 연구부분이 부족한 예산에도 불구하고 각자의 우선사업을 책임감을 가지고 수행함으로써 초․중․고등학교 PC보급 및 국공립대학을 중심으로 한 컴퓨팅 자원 확보, 교내 LAN환경구축과 더불어 초고속 슈퍼컴퓨터 1,2호기 도입, 과학기술 DB구축 체계수립, 그리고 국내외 고속백본망을 가진 초고속연구전산망의 조기 탄생 등 가시적 성과를 이룰 수 있었다.
교육연구망 세부실천계획수립은 시스템공학연구소 성기수 소장이 총괄 책임자의 역할을 수행하였는데, 그 중에서도 비중을 가지고 반영시킨 것은 1988년 9월에 도입 설치된 한국의 슈퍼컴퓨터1호기(Cray-2S 4/128)에 이어 단계별 슈퍼컴퓨터 2, 3호기의 도입서비스를 기본계획에 확정 시킨 것이다. ’93년 11월에 설치하여 서비스한 슈퍼컴퓨터 2호기인 CRAY-YMP/C-90 도입은 국가연구전산망 구축계획에 의해 진행되었고, 이를 바탕으로 그 후 지속적으로 세계 최고수준의 슈퍼컴퓨터가 도입되어 국내에서도 전문 인력이 양성되고 많은 과학자들이 슈퍼컴퓨터와 연구전산망을 활용하여 다양한 응용분야에서 세계적인 성과를 내고 있다.
국가연구전산망 구축사업에 영향을 미친 또 하나의 사건은 과기처가 국내 과학기술 및 연구개발정보의 DB구축을 위해 ’90년부터 과학기술정보유통사업을 만들어 사업책임기관으로 시스템공학연구소를 지정한 일로서, 이를 계기로 ‘전산망’, ‘슈퍼컴’, ‘과학기술정보유통’의 3개 사업으로 국가 기간 전산망 사업 내에서 연구전산망 구축사업이 보다 빨리 발전될 수 있는 계기를 확실히 마련하게 된 것이다.
이러한 3개 사업이 조화롭게 진행되면서 한정된 예산과 인력에도 불구하고 ’91년까지 서울과 대덕을 중심으로 한 시범연구망사업을 큰 무리 없이 성공적으로 마치고, ‘92년부터 제2단계 사업인 연구전산망 확장 및 서비스 강화단계로 본격적으로 사업이 추진되고, 그 연장선 상에서 현재도 계속 발전하고 있다.

## 망 구축 경과
초고속연구망(KREONET: Korea Research Environment Open NETwork)의 영문명은  1988년 초기 망설계 및 서비스 목표를 수립할 때, 국내 과학기술 및 학술연구 커뮤니티에게 첨단 연구환경을 자유롭게 제공하기 위해 TCP/IP와 OSI 표준 프로토콜을 기반으로 하는 개방된 인터넷 서비스를 지향한다는 측면을 강조하여 정했다. 그리고 슈퍼컴퓨팅과 과학기술정보 서비스를 연계한 망인프라 확산을 위해, 정부의 예산을 지원 받아 국내 최초로 10개 지역센터를 연동하고(그 이후 15개 지역까지 확대) 인터넷 기반 초고속 광역 백본망과 액세스 망, 그리고 각 대륙간 전용링크 연동을 통한 국내 최초의 3개 대륙 연동망(미국, 일본, 유럽)을 구축하여 국제 연구망과 글로벌 인터넷 커뮤니티를 연계하는 한국의 학술연구망의 젓줄 역할을 수행해 왔다.
또한 연구전산망은 국내최초의 정부가 주관한 한국연구망워크숍(1990년), 1991년 연구전산망 실무자협의회(KREONet-TG) 구성 운영, 망엔지니어링 및 서비스 기술 지원을 위해 망정보센터(NIC), 망관리운영센터(NMC/NOC), 망엔지니어링센터(NEC), 망보안센터(NSC/ CERT-KR) 구축 운영 관련 연구개발 협업 활성화 측면 등 세계 연구망 흐름에 부응하여, 선도적으로 국가 연구망 및 인터넷 커뮤니티 서비스를 선도하며 많은 역할을 하였다.
특히 망 보안 측면에서 보면 시스템공학연구소는 1993년 미국 카네기멜론대학과 협력하여 국내 최초의 한국전산망 보안대응센터(CERT-Korea)를 발족하고, 또한 제1회 한국전산망보안워크숍(NETSEC-KR'94)을 개최하는 등 초기 한국의 해킹대응과 정보보호 분야의 산파 역할을 수행 하였다.
2001년 한국과학기술정보연구원(KISTI)이 재 탄생하여 국가연구전산망의 주관기관을 계속하여 수행하면서 국가 그리드 및 e-Science, 그리고 슈퍼컴퓨팅인프라와 연계하여 세계수준의 국내외 백본망과 액세스망, 그리고 첨단과학기술협업 응용서비스를 위한 국내외 10기가급 이상의 글로벌연구전산망을 구축하고 첨단과학기술 및 학술연구 응용 서비스를 계속 제공하며 진화하고 있는 바, 연구전산망 초기 이후부터 2005년까지의 망구축 및 서비스 관련 주요 연혁을 간단히 정리하면 다음과 같다.
- 1988 : 국가 연구전산망구축 사업 착수
  - 서울-대덕연구단지 중심 국가지원 TCP/IP 기반 네트워크 인터넷 서비스 개시
  - 고성능SUN4-370/390시스템의 메일/라우터 서버 개통(서울: 노드명”Gaya”, 대덕: 노드명 “Garam”), 시범적 인터넷 서비스 운영 개시
  - 국내 최초 슈퍼컴퓨터(1호기)도입(1988.9, Cray2S 4/128, 성능 세계 5위권)에 따라 연구망 연계 서비스 개시(1993년 2호기, 1999년 3호기 도입 서비스)
- 1990 : 연구전산망 10개 지역망센터 개통 및 국제전용회선 활용 인터넷 서비스
  - 서울, 대전, 부산, 광주, 대구, 인천, 청주, 수원, 전주, 창원(56kbps-1.544Mbps)
  - 56Kbps 국제전용링크 개통(한국SDN/HANA노드)-미국 하와이(PACCOM노드) : KAIST, SERI, NCA, ETRI, KT등 공동 투자
- 1992: 국가연구전산망협의회(KREONET-TG) 구성 및 운영,
  - 제1회 한국연구전산망 워크숍 개최(주관: 과학기술처, 주최: 시스템공학연구소)
  - 주요 서비스: FTP, Mail, Telnet(슈퍼컴서비스), Archie, Gopher, News, IRC, DNS..
- 1993. 4 : 한국전산망 보안대응센터(CERT-KOREA) 발족 및 서비스 개시(www.CERT-KR.re.kr)
  - 제1회 한국전산망 보안워크숍(NETSEC-KR'94) 개최(1994.5)
  - 웹기반 망정보센터(NIC), 망관리운영센터(NMC/NOC), 망엔지니어링센터(NEC), 망보안센터(NSC) 구축 및 서비스 정착(1993-1995)
- 1991-1995국가간 과학기술 협정에 따른 국제 인터넷 전용 게이트웨이 개통 및 서비스: 아시아 최초의 유럽전용망 개통, 3개 대륙 연동 글로벌초고속연구망 시대 진입
  - 1991.6, KREONET - NSFNET/CERFNet(SDSC, 샌디아고슈퍼컴퓨팅센터) - 56kbps
  - 1994.6, KREONET - EuroPaNET(ULCC/DANTE, 런던대학컴퓨팅센터) - 64kbps
  - 1995.10, KREONET-IMNET(JST/STA,일본 과기청/KDD네트워크센터) - 256kbps
- 1995년 12개 지역망 연동센터 백본망 구축(T1(1.544Mbps) * N급)
  - 2000. 6초고속연구망 15개 지역망 연동센터 확장(10Mbps - 155Mbps)
  - 2001. 1 : KREONET-KOREN 5개 지역(서울, 대전, 대구, 부산, 광주) 연동, KREONET/APII Testbed 구축 (일본, 싱가폴, 유럽)
- 2001. 5 : 국제적 차세대연구망 서비스 위한 STAR TAP (한-미간) 45Mbps 개통
  - STAR TAP/ STARLight 전용선 256Mbps 증속(2003.6)
  - 차세대 인터넷 서비스를 위한 KREONet2 NOC 구축
- 2002.3 : 국가 그리드사업 전담기관』지정에 따른 GNOC(Grid Network Operation Center) 구축 서비스 개시
- 2002. 6 : 국내 최초 Access Grid 시스템 구축 및 AG-Net 인프라 구축
- 2003. 5 : 초고속연구망 기가급 백본망 구축 서비스 개시(서울-대전 5Gbps)
  - 인천, 서울(홍릉), 수원, 천안, 전주, 광주, 대구, 부산, 포항, 창원 : 2.5Gbps
- 2003.11: 대덕연구단지 내 국내 최초 10기가급 고성능지역연구망(SuperSIReN) 구축 및 서비스
  - KAIST, KBSI, KRIBB 등 7개 기관 광케이블 연동10 Gbps 개통
- 2005. 8 : 글로벌협업연구망사업 개시 및 Big GLORIAD 개통식(국가연구전산망 주관 한국 개최),
  - 중국(홍콩)-한국(대전)-미국(시애틀) 구간 10Gbps 전용링크 개통)
  - GLORIAD(글로벌과학기술협업연구망)의 핵심멤버 위상 확보(한국, 미국, 러시아, 중국, 네델란드, 캐나다)
  - 국제광람다망(GLIF)의 한국대표 게이트웨이(KRLight) 구축, 핵심 멤버로 참여
  - 국내 지역센터 백본망 증속(5-40기가급) 구축

## 국가연구전산망과 인터넷
연구전산망이란 일반적으로 그 자체의 첨단 인프라를 활용하여 특히 과학기술 및 연구개발을 활성화 시켜 한 나라의 국가 과학기술 경쟁력을 강화 시켜주는 도구로서, 최근까지도 첨단연구전산망의 규모 및 학술연구 분야의 국제간 트래픽량을 기준으로 그 나라의 과학기술 및 연구개발 분야 수준을 가늠케 하는 중요한 척도로 보는 경향이 있다. 이러한 연구전산망은 거슬러 올라가면1969년 미국 국방부가 군사활동 및 관련 연구의 활성화를 위해 대학 및 연구기관 중심의 패킷스위칭망 ARPANET을 구축하기 시작한 이래, 70년대 말에서 80년대 초 TCP/IP 프로토콜의 출현 및 UNIX 시스템의 보급으로 인해 활발해 지기 시작한 전산망으로서 오늘날의 인터넷을 탄생하게 한 뿌리라 한다
인터넷이 정착되기 전인 1980년대 초에 BITNET, CSNET, UUCPNET 등이 학술연구 그룹의 연구활동을 위해 활성화 된 적이 있으나, 1985년 미국 과학재단이 5개 국가슈퍼컴퓨팅센터를 구축하고 이를 TCP/IP로 상호 연계 시켜 미국의 대표적인 과학기술연구망인 NSFNET을 구축하고 발전시켜 감으로서, 주로 대학 및 연구소, 정부기관을 중심으로 한 비영리 인터넷의 시대가 본격적으로 정착되기 시작했다. 당시의 가장 빠른 NSFNET의 백본망 속도는 56Kbps 수준이었고(현재 우리가 느끼는 속도로 환산하면 아마 수십Gbps 정도는 되지 않았을까?) 대표적인 서비스로는 전자메일, 파일전송, News 서비스 등이 주를 이루었다.
그러나 1990년대 초에 인터넷 협회의 발족과 더불어 WWW/MOSAIC등의 출현으로 인해 인터넷의 상용화 적용과 이의 보급 확산이 국가간, 대륙간 전세계적으로 빠른 속도로 퍼져 나가, 1990년대 중반 이후 전자상거래 등의 정착으로 바야흐로 지구촌을 하나로 묶어주는 글로벌 인터넷시대가 도래하게 된 것이다. 인터넷의 발전 패턴을 보면 테스트베드망 첨단연구망 교육망 상용망으로 기술 전환이 이루어지며 진화해 나가는 것이 일반적 경향으로 학술연구망이 상용인터넷을 선도해 가고 있는 흐름이 현재까지 이어지고 있다.
한국의 인터넷은 1983년 KAIST의 전길남교수 연구실(SALAB)이 중심이 되어 최초로 TCP/IP프로토콜을 사용하여 컴퓨터 통신을 한 이래로, 주로 UUCPNET, USENET, CSNET과 연계하여 유닉스 시스템간 연동 형태인 SDN(System Development Network)이라는 이름으로 발전해오며 국내에 전산망의 개념을 확산 시켰다. 1987년까지도 소수의 대학 및 연구소들이 참여하여 시험운영 형식으로 망을 사용하던 것이, 1988년 후반 국가기간전산망 사업의 일환으로 정부의 예산 지원을 받은 연구전산망(KREONET) 구축이 시작되면서 점차 발전 단계로 접어들기 시작하였다.
그러나 본격적인 TCP/IP 기반 인터넷 망은 KAIST, KIST/SERI, NCA, ETRI, KT 등 학술전산망협의회(ANC)의 주요 회원기관들이 공동 투자하여 1990년 하와이와 56kbps전용회선 연동으로 SDN/HANA 게이트웨이의 개통과 더불어, 연구전산망(KREONET)이 정부예산으로 1991년 미국 샌디애고 슈퍼컴퓨팅센터와 56Kbps 전용링크를 개통하면서부터라고 할 수 있다. 이를 통해 한국의 학술연구자들이 자유롭게 인터넷을 이용할 수 있는 기반이 구축되었으며, 그 사이 연구전산망의 10개 지역센터를 연동한 한국내 백본망 확대와 더불어 1994년의 유럽 EuroPaNET, 1995년 일본 IMNET과의 국가 간의 과학기술협정에 의한 전용회선 개통을 정점으로, 한국의 학술연구망과 인터넷 커뮤니티가 글로벌 인프라 및 서비스와 연계되어 크게 확대되었다. 이러한 과정에서 축적된 기술과 서비스 경험들이 국내 통신사업자들에게 전수되며 1994년부터 시작한 국내 상용인터넷 구축 및 서비스 개시에 많은 기여를 하였다.
특히 미국 과학재단(NSF)의 슈퍼컴퓨팅인프라와 NSFNET구축을 계기로 미국 학술연구 커뮤니티에 인터넷 확산의 기폭제가 되고 이어 상용인터넷 확산이 이루어졌듯이, 우리나라도 1990년 전후를 시점으로 하여 과기처(MOST)와 KIST 시스템공학연구소가 슈퍼컴퓨터와 과학기술정보 인프라, 그리고 인터넷 기반  국가연구전산망을 구축개발하고 선도 서비스를 해 줌으로서, 중요한 시기에 매우 중요한 역할을  수행했다고 할 수 있겠다.
정부가 주관한 최초의 한국연구전산망워크숍(1990년), 1991년 연구전산망 실무자협의회 (KREONet-TG)구성운영, 망정보 및 서비스기술지원을 위해 망정보센터(NIC), 망관리운영센터(NMC/NOC), 망엔지니어링센터(NEC), 망보안센터(NSC) 구축 운영을 통한 연구개발협업 경험을 바탕으로 통신업체와의 공동연구, 교육 및 자문 등을 통해 상용인터넷 국내 정착 및 서비스 확대, 그리고 인터넷 문화 확산에 많은 기여를 하였다.
1995년을 기준으로 한 우리나라와 미국, 유럽, 일본과의 전용링크 연동(한국의 기준 3개 대륙 연동 망인프라 구축)과 국내 12개 지역센터와의 백본망 구축을 통한 글로벌 수준의 망엔지니어링과 운영기술, 그리고 망인프라와 서비스 기술은 초기 국내 상용망 진화 모델에도 많은 영향을 주었다.
특히 1993년 미국 카네기멜론대학(CMU)과 협력하여 연구전산망실무자협의회(KREONET-TG)를 중심으로 국내 최초로 구성하여 운영한 CERT-KR(한국컴퓨터해킹대응센터)와 1994년 최초의 한국망보안워크숍(NETSEC-KR) 개최는 한국의 인터넷 보안 분야의 발전에 커다란 획을 남겼다고 할 수 있다. 이들 기능 조직과 워크숍은 25년이 넘는 현재까지도 한국인터넷진흥원(KISA)이 주요 업무로 맥을 이어 발전시켜 가고 있으며, 이 당시 활동했던 회원들은 산·학·연·관에서 핵심 인터넷 보안 전문가로서 많은 활약을 해오고 있으며, 또한 이들을 중심으로 다수의 인터넷보안 회사들이 만들어져 초기 한국의 인터넷 해킹 방지 및 보안 분야 발전에 많은 기여를 하였다.
1996년 이후에는 주관기관인 시스템공학연구소 소속 부처 변경 및 기관의 통폐합 등을 거치며, 정보통신부에서 추진하였던 선도시험망(KOREN)과 협력하여 제한적으로 망인프라와 서비스를 확대 시켜왔다. 그러나 2000년을 전후하여 새롭게 탄생한 과기부(MOST) 산하의 한국과학기술정보연구원 (KISTI)이 주관기관 역할을 더욱 강화하여 수행하고, 슈퍼컴퓨팅과 과학기술정보 인프라, 그리고 국가 그리드 및 e-Science 인프라를 상호 연계하여 세계 수준의 국가과학기술연구망으로 더욱 발전시켜 나갔다.  먼저 기존 국제망을 정리하여 미국과의 155Mbps 전용선을 확보하고 STARLight(시카고)과의 게이트웨이 개통 이후, 2005년 마침내 우리나라와 미국, 러시아, 중국, 네델란드, 캐나다 6개국 중심의 글로벌협업연구망인 GLORIAD의 핵심멤버로 참여하여 홍콩-대전-시애틀을 10Gbps로 개통하고 지구의 북반구를 광네트워크로 연동하는 빅글로리아드(Big GLORIAD)의 글로벌 리더 국가가 되고, GLIF(Global Lamda Integrated Facility)와 협력하여 한국의 국제망 게이트웨이인 KRLight를 대덕연구단지의 KISTI에 개통 함으로서 글로벌연구전산망 강국으로 부상하는 계기를 만들었다. 이러한 과정에서 시스템공학연구소가 1985년 SDN 멤버에 합류한 이래로 ANC, SG-INET, KRNET, Internet Society, APAN에서의 활동 및 GLIF 및 GLORIAD 핵심멤버 가입 등에 있어서 국가연구전산망 가입기관의 수많은 고급 사용자와 전문가들의 협력지원이 큰 발전 동력이 되었다.

## 참고 자료
- 변옥환, 국가연구전산망의태동, 2013.5.31.[깨진 링크(과거 내용 찾기)]
- 한국 인터넷의 역사 - 되돌아보는 20세기 : 3장 국가기간전산망
- 교육연구전산망 세부추진계획수립 연구, KAIST 부설 시스템공학센터-과학기술처, pp.5-26, 1988.8
- 국가기간전산망 기본계획, 전산망조정위원회, pp.351-407, 1989.1
- 연구전산망사업 추진내역, KIST 시스템공학연구소, pp.1-24, 1991.3
- 국가기간전산망 기본계획, 전산망조정위원회, pp.241-301, 1992.3
- 연구전산망 실무자협의회(KREONET-TG) 심포지움 자료집, pp.6-219,1992.12
- 관리자를 위한 인터넷 보안지침서, 시스템공학연구소 연구전산망협의회, pp.83-90,1995.3
- 21세기를 대비한 SERI 슈퍼컴퓨터센터 발전모델 도출연구, 시스템공학연구소,pp.129-152, 1996.11
- 초고속연구망(KREONET) 중장기발전계획, KISTI 슈퍼컴퓨팅센터, pp.9-78, 2002.12
- Kilnam Chon, “National and Regional Computer Networks for Academic and Research Communities in the Pacific Region”, Proc. of PCCS, Seoul, Korea, Oct. 1985, pp.560-566.
- Korea Internet Association, Internet History, 2005. [online] available: https://web.archive.org/web/20080913073752/http://www.internethistory.or.kr/
- Kilnam Chon, HyunJe Park, JinHo Hur, and Kyunran Kang,“A History of Computer Networking And The Internet in Korea”, IEEE Communication Megazine, pp10, Feb. 2013

## 같이 보기
- SDN (네트워크)
- 국가기간전산망
- 교육전산망
- 하나망